# Mas d'en Comas
El mas d'en Comas està ubicat entre els termes de Santpedor i Sant Fruitós de Bages, essent una de les zones més fèrtils de la comarca del Bages per a la producció de cereals, antigament tota l'extensió del mas es dedicava al cultiu de la vinya.
És una construcció de planta irregular amb diferents cossos adossats: tines, coberts, corrals i estables. Els murs i parets són fets amb pedra. La casa principal està composta de baixos amb sostres de volta catalana i un gran celler, dos pisos destinats a habitatge i golfes. La casa encara conserva tres grans tines i la premsa. La coberta té un teulat a doble vessant. Al voltant de la casa hi ha diferents edificacions destinades a l'activitat agrícola i ramadera conformant un gran conjunt arquitectònic.
El mas es troba citat per primera vegada l'any 1641 amb el nom de "Manso Comas", el qual s'ha mantingut fins ara. El mas va ser un dels més importants del Pla de Bages, ja que, comptava amb la propietat del Mas Ridor de Santpedor i Mas Dalmau de Rajadell, tots dos amb gran superfície de terres cultivables i boscos.